# Theilenhofen
Theilenhofen é um município da Alemanha, situado no distrito de Weißenburg-Gunzenhausen, no estado da Baviera. Tem 20,32 km² de área, e sua população em 2019 foi estimada em 1.119 habitantes.